# Litinium bananum
Litinium bananum är en rundmaskart som beskrevs av Gerlach 1957. Litinium bananum ingår i släktet Litinium och familjen Oxystominidae. Arten är reproducerande i Sverige. Inga underarter finns listade i Catalogue of Life.